# Maniema Fantastique
O Maniema Fantastique é um clube de futebol com sede em Bujumbura, Burundi. A equipe compete no Campeonato Burundiano de Futebol.

## História
O clube foi fundado em 1963.